# Valerio Severo
Valerio Severo (in latino  Valerius Severus; fl. 381-382) è stato un politico romano di alto rango dell'Impero.
Valerio era un cristiano, ed ebbe diversi figli, tra cui Valerio Piniano, marito di Melania la giovane. Severo era probabilmente fratello di Piniano.
Come attestato da alcune leggi a lui indirizzate e contenute nel Codice teodosiano, fu proconsole d'Africa nel 381 e praefectus urbi di Roma nel 382 (certamente era in carica all'inizio di aprile).